# Veteranska bolnica
Veteranska bolnica je bolnička zdravstvena ustanova kojoj nadležno državno tijelo tj. dužnosnik dodijeli taj status za potrebe posebne zdravstvene skrbi ratnih veterana. U Hrvatskoj su to bolnice za potrebe hrvatskih branitelja iz Domovinskog rata tj. veterana Domovinskog rata i članova njihovih obitelji, sukladno zakonu kojim se uređuju prava hrvatskih branitelja iz Domovinskog rata i članova njihovih obitelji.